# Rajd Dolnośląski 1961
5. Rajd Dolnośląski – 5. edycja Rajdu Dolnośląskiego. Był to rajd samochodowy rozgrywany od 12 do 14 maja 1961 roku. Była to druga runda Rajdowych Samochodowych Mistrzostw Polski w roku 1961. Rajd został rozegrany na nawierzchni asfaltowej. Zwycięzcą został Sobiesław Zasada.

## Wyniki końcowe rajdu[1][2]
| Miejsce | Kierowca           | Pilot            | Samochód                | Klasa |
| ------- | ------------------ | ---------------- | ----------------------- | ----- |
| 1       | Sobiesław Zasada   | Ewa Zasada       | BMW 700 Sport           | IV    |
| 2       | Henryk Ruciński    | Tadeusz Michalak | Auto Union              | VI    |
| 3       | Grzegorz Timoszek  |                  | Simca Aronde P 60       | VIII  |
| 4       | Andrzej Żymirski   | Jerzy Zaczeniuk  | DKW Junior              | V     |
| 5       | Ryszard Nowicki    |                  | Simca Aronde P 60       | VIII  |
| 6       | Marek Varisella    |                  | FSO Syrena 101          | V     |
| 7       | Jerzy Dobrzański   |                  | Fiat 600                | IV    |
| 8       | Henryk Frąckowiak  |                  | Volkswagen Karmann Ghia | VIII  |
| 9       | Bogusław Osowiecki |                  | Simca Aronde P 60       | VIII  |
| 10      | Marian Zatoń       |                  | FSO Syrena 101          | V     |